# Em Movimento
O Em Movimento é um programa de entretenimento de produção local de maior audiência do estado do Espírito Santo.

## História
O Em Movimento explora o universo capixaba, com matérias sobre música, arte, moda, comportamento, esportes, ecologia, cidadania e outros temas diversificados.
Ele vai ao ar com o objetivo de trazer para o telespectador um mundo novo, que se modifica a cada momento. E para isso, um grupo de jovens, cada um com seu próprio estilo, correm, pulam, ouvem, falam, registram e apresentam para você todos esses movimentos.
E como atividade e qualidade movem o mundo em todas as idades, o Em Movimento despertou o interesse de outros segmentos e faixas etárias, além de seu target jovem, e ampliou ainda mais sua audiência.

## Tecnologia
O Em Movimento está Sempre se atualizando no termo tecnologia. O programa será o primeiro da TV Gazeta a ser captado e exibido em HDTV, proporcionando assim uma qualidade superior de imagem e som. Os investimentos em novas tecnologias não são à toa, pois o programa que já tem uma excelente audiência aumenta mais ainda investindo em novas tecnologias, e a TV Gazeta aposta no seu programa jovem de maior audiência as suas novas tecnologias. O primeiro programa em HDTV foi ao ar no Sábado dia 24 de Abril de 2010.